# Dexiosis
Il termine dexiosis (in greco antico: δεξίωσις?, dexíōsis‚ "saluto", derivato dal verbo δεξιόομαι, dexióomai‚ "dare la (mano) destra a qualcuno", derivato a sua volta dall'aggettivo δεξιός, dexiós, "destro"; plurale δεξιώσεις, dexióseis; in latino dextrarum iunctio, "congiunzione delle (mani) destre") designa, nelle arti figurative, la raffigurazione di due persone che si stringono la mano destra.

## Storia
Le più antiche dexioseis conosciuta si trovano nell'arte assira di Nimrud dell'epoca del re Salmanassar III (858-824 a.C.).
Sono famosi i bassorilievi di dexioseis provenienti dalla Commagene, che raffigurano i regnanti locali nell'atto di stringere la mano a divinità. Sono note anche dexioseis raffigurate nella pittura vascolare greca, nonché su steli funerarie romane, in cui il defunto stringe la mano al coniuge ancora vivente.

## Galleria d'immagini

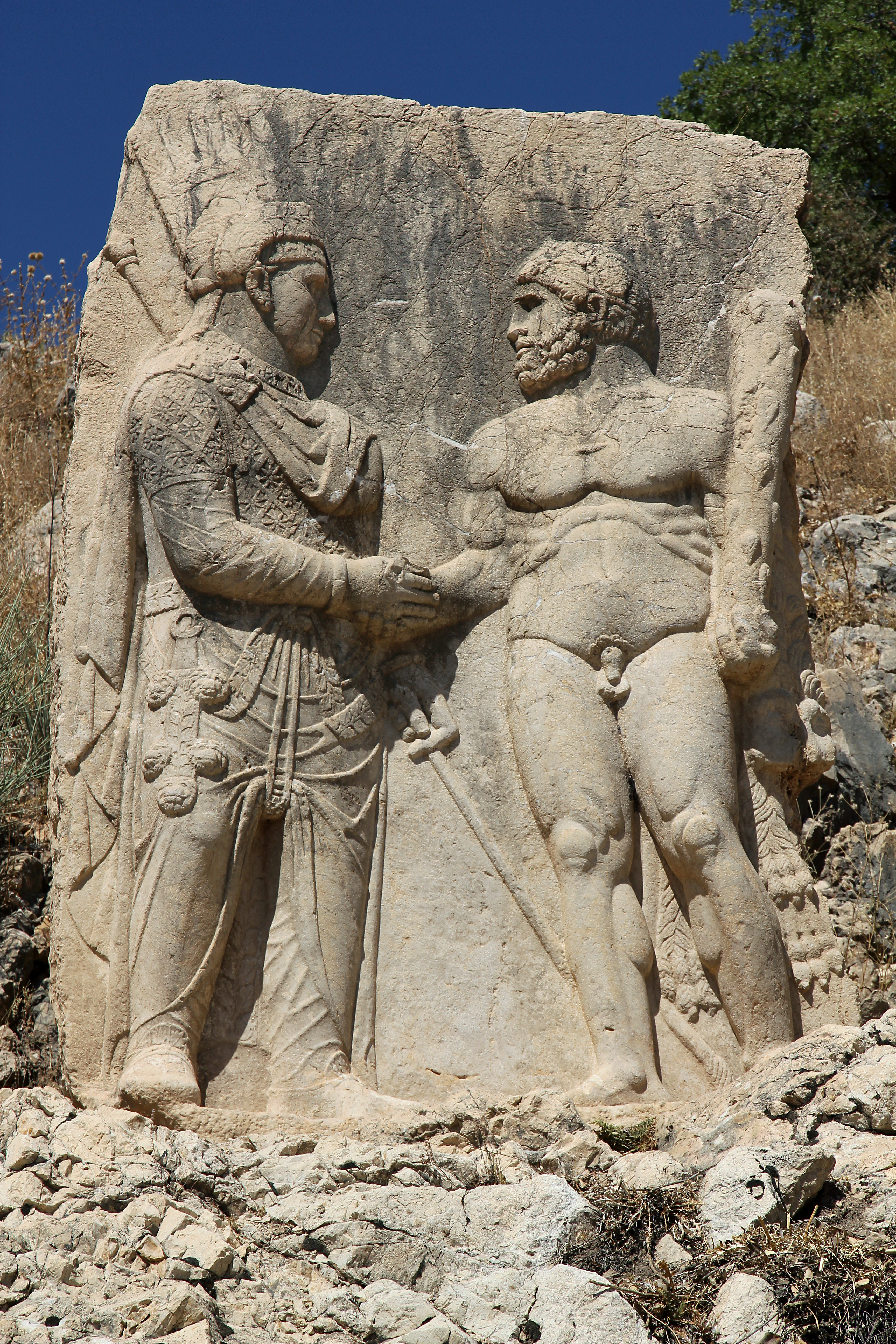
Bassorilievo proveniente da Arsamea al Ninfeo raffigurante una dexiosis tra Mitridate I di Commagene o Antioco I di Commagene ed Eracle
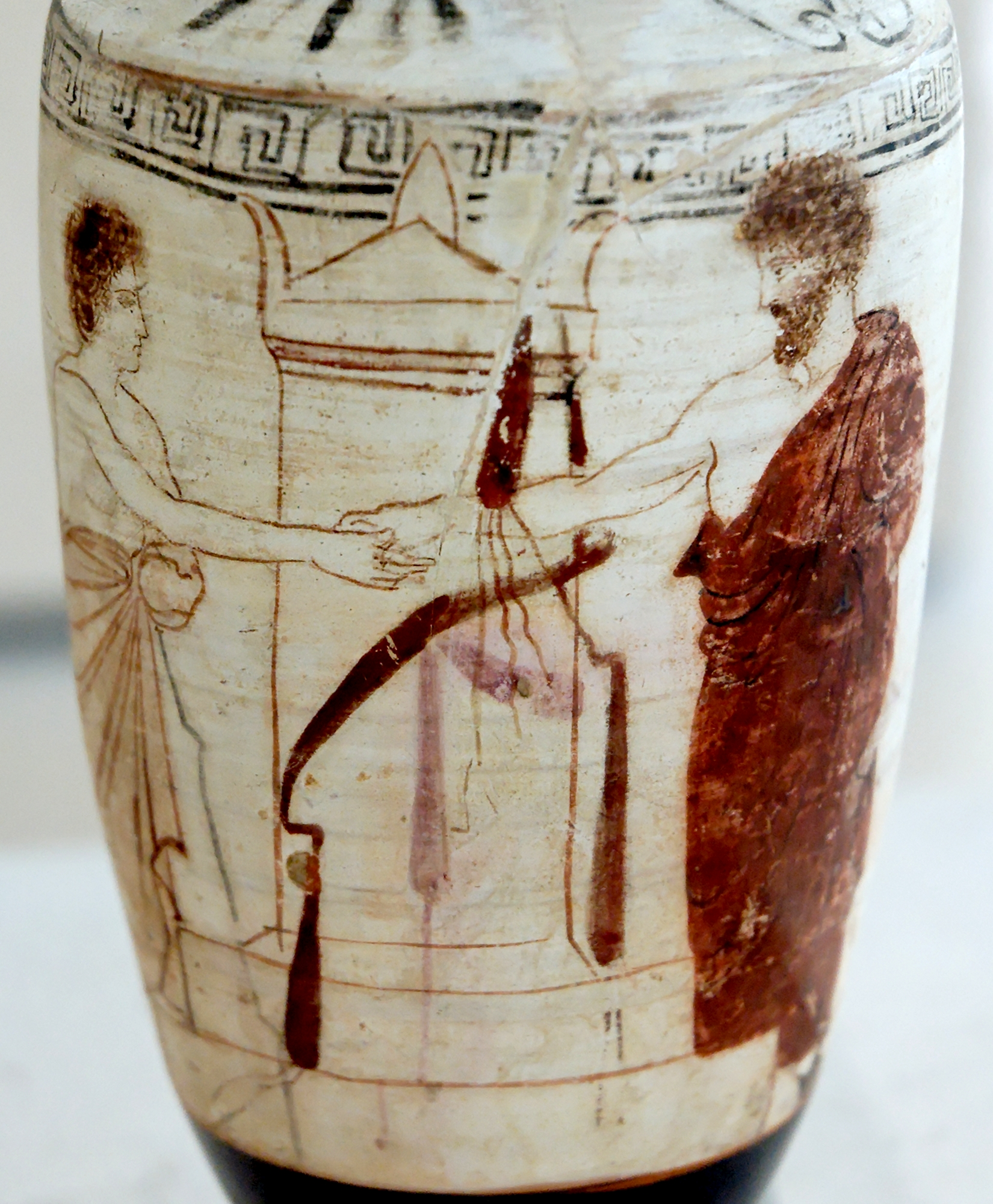
Dexiosis raffigurata su una lekythos attica (V secolo a.C.)